# Great Sitkin
Great Sitkin (en anglès: Great Sitkin Island; en aleutià: Sitх̑naх̑) és una illa volcànica que forma part del subgrup de les illes Andreanof, a les illes Aleutianes, Alaska. L'illa es troba una mica al nord del grup, entre les illes Adak i Atka.
L'illa fa uns divuit quilòmetres de llarg per disset d'amplada, amb una extensió de 160 km², i és molt muntanyosa. Destaca la presència del mont Great Sitkin, un volcà que s'eleva fins als 1.740 msnm, i que es troba a tan sols 4 quilòmetres de la costa. La seva darrera erupció fou el 1987.

## Història
L'illa devia ser visitada per primera vegada el 8 o 9 de setembre de 1741 per Aleksei Txírikov, membre de l'expedició de Bering, el qual visità Adak el 9 de setembre en el viatge de tornada des del sud-est d'Alaska cap a Kamtxatka. Poc més se sap de la història de l'illa fins que el 1943 es va establir una estació naval de combustible a Sand Bay.